# Their Only Son (film 1916)
Their Only Son è un cortometraggio muto del 1916 sceneggiato e diretto da Robert F. McGowan.

## Produzione
Il film fu prodotto dalla Nestor Film Company.

## Distribuzione
Distribuito dall'Universal Film Manufacturing Company, il film - un cortometraggio di una bobina - uscì nelle sale cinematografiche USA il 6 marzo 1916.